# Dean-Insel
Die Dean-Insel ist eine 43 km lange, 22 km breite und ganzjährig vereiste Insel im Getz-Schelfeis vor der Küste des ostantarktischen Marie-Byrd-Land. Sie liegt zwischen der Grant-Insel und der Siple-Insel. Mit ihrem Nordkap Birdwell Point touchiert die Insel das offene Meer am Wrigley Gulf, einer Schelfeisbucht des unbenannten Randmeers des Südlichen Ozeans westlich der Amundsensee. Die Insel markiert die Grenze zwischen der Bakutis-Küste im Osten und der Hobbs-Küste im Westen.
Die Besatzung des amerikanischen Eisbrechers Glacier entdeckte die Insel am 5. Februar 1962 aus 30 km Entfernung. Sie wurde nach Chief Warrant Officer Samuel Lester Dean (* 1925) benannt, der zum Zeitpunkt als Elektromonteur auf der USS Glacier tätig war.